# 埃尔沃尼略
埃尔沃尼略，是西班牙卡斯蒂利亚-拉曼恰自治区阿尔瓦塞特省的一个市镇。 总面积503km², 总人口3282人（2001年），人口密度7人/km²。